# 傑·布魯斯
傑·艾倫·布魯斯（英語：Jay Allen Bruce，1987年4月3日—）是前美國職業棒球員，生涯則大部分時間駐守右外野手。

## 職業生涯
布魯斯在2005年的選秀中被辛辛那提紅人從第12個選相簽中，在2008年5月升上大聯盟。
2010年9月28日，布魯斯在比賽中第9局下半場打出再見全壘打，幫助紅人隊贏得國聯中區冠軍。
2021年，因盧克·沃伊特動半月板手術，布魯斯擠進40人輪換名單，也在開幕戰成為先發一壘手。在34歲生日轟出全壘打，也帶領洋基隊拿下球季第一勝。4月18日宣佈比賽後退役。